# Microcharmus
Genre
Synonymes
- Ankaranocharmus Lourenço, 2004

Microcharmus est un genre de scorpions de la famille des Buthidae.

## Distribution
Les espèces de ce genre sont endémiques de Madagascar.

## Liste des espèces
Selon The Scorpion Files (27/05/2025) :
- Microcharmus andrei Lourenço, Waeber & Wilmé, 2019
- Microcharmus antongil Lourenço, Waeber & Wilmé, 2019
- Microcharmus aridus Lourenço & Wilmé, 2025
- Microcharmus bemaraha Lourenço, Goodman & Fisher, 2006
- Microcharmus cloudsleythompsoni Lourenço, 1995
- Microcharmus confluenciatus Lourenço, Goodman & Fisher, 2006
- Microcharmus djangoa Lourenço, Waeber & Wilmé, 2019
- Microcharmus duhemi Lourenço, Goodman & Fisher, 2006
- Microcharmus fisheri Lourenço, 1998
- Microcharmus hauseri Lourenço, 1996
- Microcharmus jussarae Lourenço, 1996
- Microcharmus maculatus Lourenço, Goodman & Fisher, 2006
- Microcharmus madagascariensis Lourenço, 1999
- Microcharmus pauliani (Lourenço, 2004)
- Microcharmus sabineae Lourenço, 1996
- Microcharmus variegatus Lourenço, Goodman & Fisher, 2006
- Microcharmus violaceous Lourenço, Goodman & Fisher, 2006

Selon World Spider Catalog (version 23.5, 2023) :
- † Microcharmus henderickxi Lourenço, 2009

## Systématique et taxinomie
Ce genre a été décrit par Lourenço en 1995 dans les Buthidae. Il est placé dans les Microcharmidae par Lourenço en 1998, dans les Buthidae par Volschenk, Mattoni et Prendini en 2008, dans les Microcharmidae par Lourenço, Waeber et Wilmé en 2019 puis dans les Buthidae par Lowe et Kovařík en 2022.
Ankaranocharmus a été placé en synonymie par Lourenço, Goodman et Fisher en 2006.

## Étymologie
Le nom de ce genre est créé à partir de micro, du grec  signifiant petit, car il regroupe des espèces de petite taille.

## Publication originale
- Lourenço, 1995 : « Description de trois nouveaux genres et quatre nouvelles espèces de scorpions Buthidae de Madagascar. » Bulletin du Muséum National d'Histoire Naturelle, Section A Zoologie Biologie et Écologie Animales, vol. 17, no 1/2, p. 95-106 (texte intégral).